# Passeport bhoutanais

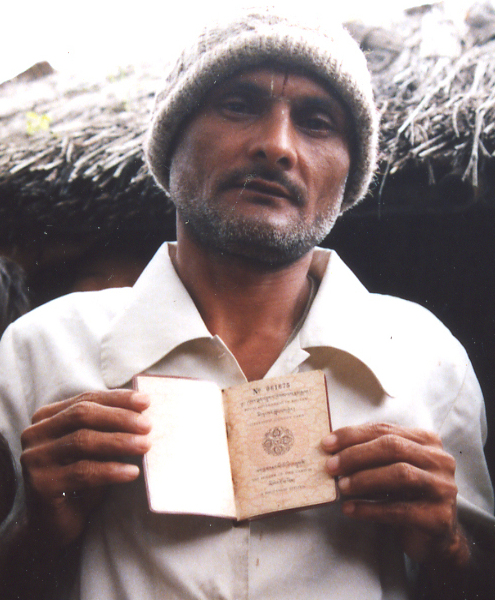

Le passeport bhoutanais est un document de voyage international délivré aux ressortissants bhoutanais, et qui peut aussi servir de preuve de la citoyenneté bhoutanaise. 

## Controverse sur l'audio deBhutanese passport
Vers 2013, un audio de la page wikipédia anglaise du passeport bhoutanais suscite la polémique du fait de la voix semblant pour certains faire un accent raciste. Cet audio fut sujet à polémique pour savoir si oui ou non la voix du Bhutanese Passport était raciste, et est devenu un mème à l'intérieur de la communauté de Wikipédia en anglais,. 